# Cultura do Norte da África
Os povos do Magrebe e do Saara falam diversos dialetos de berbere e árabe, e quase exclusivamente seguem o Islão. Os grupos de línguas Árabe e Berbere são remotamente relacionados, sendo da família afro-asiática. Os dialetos do Saara são notavelmente mais preservadas do que os das cidades litorâneas (ver línguas tuaregues). Ao longo dos anos, os bérberes foram influenciados por outras culturas com as quais entrou em contato com: núbios, gregos, fenícios, egípcios, romanos, vândalos, árabes,e ultimamente europeus. As culturas do Magrebe e do Saara, portanto, combinam o indígena Berbere, Árabe e elementos de vizinhos da África e além. No Saara, a distinção entre os habitantes sedentários dos oásis, nômades beduínos e tuaregues é particularmente acentuada. 